# Catedral São José (Criciúma)
A Catedral São José localizada-se no Centro do município de Criciúma, em frente da Praça Nereu Ramos. Em 2012, a igreja reabriu as suas portas devido há cinco anos de reforma,
e a Catedral São José ficou de cara nova.

## História
Sua edificação levanta em 1907 sob orientação do Padre João Canônico. A estreia aconteceu em 1917, no tempo em que o Padre Francisco Bertero era o pároco oficial. Em 1946, para a execução do Congresso Eucarístico, recebeu o adro da fachada, duas capelas laterais e imagens de santos em massa, inventadas por Natalício Marques. Em 1976 foi coberta por azulejos e trinta anos depois foi aumentada, no ano de 2006. Sua construção constitui-se de um estilo romano mesclado com gótico, com naves divididas em duas fileiras de colunas. Situada atualmente na Praça Nereu Ramos.